# Вірджинал
Вірджинал, також віргінал, вірґіналь, віржіналь, або верджинель (англ. virginal, від «virgin» — «дівчина», «панночка») — клавішний струнний музичний інструмент, різновид клавесина. Був поширеним в Англії у XVI–XVII століттях.

## Характеристика
Вірджинал має один набір струн і один мануал. На відміну від мюзелара мануал на вірджиналі зсунутий вліво від центру. В Англії до XVII століття словом virginal (також у множині virginals) називали будь-які клавішні інструменти, оснащені струнами (наприклад, клавесин). В сучасній термінології вірджинал — інструмент зі струнами, розташованими перпендикулярно клавішам (на відміну від клавесина і спінета).
Перша згадка вірджинала знаходиться в трактаті чеського енциклопедиста Павела Празького «Книга про двадцять мистецтв» (близько 1463 р.):
|  | Інструмент вірджинал — це різновид клавікорда, з металевими струнами, що видають звук як на клавесині. Він володіє 32 хорами струн, які порушуються натиском пальців на клавіші, і приємно звучить по тонах і півтонах. Незайманим (virginale) він називається тому, що своїм ніжним і приємним звучанням подібний до солодкоголосої діви. — Paulus Paulirinus de Praga. Liber viginti artium |

Перша згадка терміна англійською мовою припадає на 1530 рік, коли Генріх VIII купив п'ять таких інструментів. Спочатку на вірджиналі грали, ставлячи його на стіл. Пізніші зразки інструменту оснащувалися власними ніжками.
Розквіт популярності вірджинала припадає на другу половину XVI — першу половину XVII століть. В цей час в Англії склалася так звана «школа вірджиналістів», найбільші представники якої — Вільям Берд, Джон Булл, Орландо Гіббонс, Жиль Фарнебі, Томас Томкінс.
Історично найважливіші збірники вірджинальної музики — Вірджинальна книга Фіцвільяма (містить 297 п'єс; складена не пізніше 1625 року), Книга леді Невел (1591), збірка «Партенія» (надруковано близько 1611 року).
У XVIII столітті вірджинал був відомий і в Німеччині.